# Na cały świat
Na cały świat – singel polskich raperów Sokoła, Quebonafide i Pezeta, promujący album studyjny, zatytułowany Nic. Singel został wydany 19 listopada 2021.
Nagranie otrzymało w Polsce status platynowej płyty.

## Geneza utworu i historia wydania
Utwór napisali i skomponowali Christoph Bauss, Dominik Rolke, Florian Heitmann i Wojciech Sosnowski.
Singel ukazał się w formacie digital download 19 listopada 2021 w Polsce. Kompozycja została umieszczona na piątym albumie studyjnym Sokoła – Nic.

## Teledysk
Do utworu powstał teledysk, który udostępniono w dniu premiery singla za pośrednictwem serwisu YouTube.

## Lista utworów
- Digital download[5]

1. „Na cały świat” – 4:05

## Certyfikaty
| Kraj          | Certyfikat      |
| ------------- | --------------- |
| Polska (ZPAV) | platynowa płyta |